# Bisaltes (mitologia)
Bisaltes (en grec antic Βισάλτης) va ser, segons la mitologia grega, un heroi fill d'Hèlios i Gea. Era l'epònim de la regió de Bisàltia i del poble traci dels bisaltes.
Va ser el pare de Teòfane, de la que es va enamorar Posidó. Posidó, la va transformar en ovella, i ell, en forma de moltó, es va unir amb Teòfane, que li va donar un fill, el moltó de velló d'or.